# Edek Bartz
Edek Bartz (* 1946 in Karaganda, Kasachstan) ist ein österreichischer Kulturschaffender und Kulturmanager.
Der Sohn eines polnischen Chemikers und einer Wienerin wurde in einem Flüchtlingslager in der Sowjetunion geboren. 1958 kam er mit seiner Mutter nach Wien. Mit seinem Schulfreund Albert Misak bildete er das Duo Geduldig un Thimann, das die Pflege jiddischer Volksmusik betrieb. Als Kulturmanager arbeitete er für die Konzertagentur Stimmen der Welt, kuratierte gemeinsam mit Wolfgang Kos das Festival Töne/Gegentöne, übte Lehraufträge an der Universität für angewandte Kunst Wien aus und war zuletzt Direktor der Kunstmesse Viennafair.